# Jean-Antoine Pourtier
Jean-Antoine Pourtier, né le 8 janvier 1900 à Saint-Amant-Roche-Savine (Puy-de-Dôme) et mort le 13 juillet 1975 à Saint-Amant-Roche-Savine, est un journaliste et homme politique français. 

## Biographie
Jean-Antoine Pourtier est député du Puy-de-Dôme de 1947 à 1951, succédant à Alexandre Varenne après son décès en 1947. Il siège au Parlement avec le groupe UDSR (Union Démocratique et Socialiste de la Résistance). Il est conseiller général du canton de Saint-Amant-Roche-Savine (Puy-de-Dôme) de 1945 à 1967 et également maire de Saint-Amant-Roche-Savine de 1953 jusqu'à sa mort le 13 juillet 1975.
Après une scolarité brillante au Lycée Blaise Pascal de Clermont-Ferrand (1912-1917) il poursuit ses études à Paris : classe d’hypocagne du Lycée Henri IV (1917) où il suit les cours du philosophe Alain (Emile Chartier) et Licence de lettres à la Sorbonne (1918). Au Lycée Henri IV, il se lie d'amité avec Pierre Bost et Jean Prévost.
De 1925 à 1928, il accompagne le Gouverneur Général de l'Indochine, Alexandre Varenne, en tant que membre du Cabinet chargé du service de presse).
De 1928 jusqu'à la mobilisation en 1939, il vit à Paris et travaille pour différents journaux, dont Excelsior où il fréquente des journalistes tels que Pierre Brossolette.
Il fut prisonnier de guerre de septembre 1939 à mai 1943. Il était interné au Stalag X-C de Nienburg sur Weser en Allemagne et travaillait dans une exploitation agricole près de Weser. 
Après-guerre, J.-A. Pourtier fut rédacteur en chef du journal La Montagne à Clermont-Ferrand, de 1945 à 1965, mais il continua d'y publier une chronique intitulée « Propos d’un montagnard » jusqu'à sa mort en 1975. C'est lui qui convainquit son ami Francisque Fabre en 1952, de faire publier une chronique de son ami Alexandre Vialatte au journal La Montagne (jusqu'en 1971).
En 1948, il épouse Alice Turpin.
Jean-Antoine Pourtier est l'auteur d'un seul roman intitulé Mékong, initialement publié aux Éditions Grasset en 1931, puis réédité en 1991 et 1997 aux Éditions Kailash (Pondichéry).